# Майойсенйоки
Майойсенйоки — река в России, протекает по территории Поросозерского сельского поселения Суоярвского района Республики Карелии. Длина реки — 12 км.

## Общие сведения
Река берёт начало из болота без названия и далее течёт преимущественно в юго-восточном направлении по заболоченной местности.
Река в общей сложности имеет четыре малых притока суммарной длиной 8,0 км.
Впадает на высоте выше 183,2 м над уровнем моря в озеро Руханен, через которое протекает река Лиусйоки, впадающая в озеро Илинен-Лиусъярви, из которого берёт начало река Контиойоки. Последняя впадает в озеро Чудоярви, через которое протекает река Тарасйоки, приток Шуи.
Населённые пункты на реке отсутствуют.
Код объекта в государственном водном реестре — 01040100112102000014233.